# SuS Herzogenrath
SuS Herzogenrath (offiziell: Spiel und Sport Herzogenrath 1919 e.V.) ist ein Sportverein aus Herzogenrath in der Städteregion Aachen. Die erste Fußballmannschaft spielte drei Jahre in der höchsten mittelrheinischen Amateurliga.

## Geschichte
Der Verein wurde im Jahre 1919 gegründet. 1948 stieg die erste Mannschaft in die Bezirksklasse auf. Fünf Jahre später gelang der Aufstieg in die Landesliga, die seinerzeit die höchste Amateurliga am Mittelrhein bildete. Dort wurden die Herzogenrather auf Anhieb Dritter hinter dem SV Baesweiler 09 und Alemannia Lendersdorf und konnten in der folgenden Saison 1954/55 Germania Kirchberg mit 14:0 schlagen. Ein Jahr später verpasste die Mannschaft als Tabellenneunter die Qualifikation für die neu geschaffene Verbandsliga Mittelrhein. In den folgenden Jahren kam die Mannschaft nicht mehr über Mittelmaß in der Landesliga hinaus und stieg 1961 in die Bezirksklasse ab.
Nach vielen Jahren in unteren Spielklassen konnte der Verein 1974 in die Landesliga zurückkehren, bevor drei Jahre später der Abstieg folgte. Wenige Jahre später konnte die Mannschaft erneut in die Landesliga aufsteigen und sich dort in den 1980er Jahren im Mittelfeld etablieren, bevor im Jahre 1988 der erneute Abstieg folgte. Der vierte Aufstieg in die Landesliga gelang 1999. Die 2000er Jahre brachten einen steilen Absturz. Im Jahre 2003 stieg die Mannschaft aus der Landesliga ab und wurde in der folgenden Bezirksligasaison 2003/04 nach unten durchgereicht. Nachdem der Verein in der Saison 2004/05 keine erste Mannschaft stellte, begannen die Herzogenrather ab 2005 einen Neubeginn in der Kreisliga B, wo der Verein auch heute noch spielt.

## Persönlichkeiten
- Joaquín Montañés
- Werner Nievelstein